# Fritz Vielstich

Fritz Vielstich

Fritz Vielstich (* 15. März 1895 in Peine; † 3. Oktober 1965 
in Frankfurt am Main) war ein deutscher Politiker (NSDAP) und SA-Führer.

## Leben und Wirken
Nach dem Schulbesuch nahm Fritz Vielstich ab 1914 als Kriegsfreiwilliger beim Königin-Augusta-Garde-Grenadierregiment Nr. 4 am Ersten Weltkrieg teil. 1916 wurde er zum Flugzeugführer ausgebildet. In dieser Eigenschaft kämpfte er bis Ende 1918 an der Front, wobei er einmal verwundet und mit dem Eisernen Kreuz beider Klassen ausgezeichnet wurde. Nach Kriegsende schloss er sich vorübergehend einem Freikorps an, um sich dann in verschiedenen kaufmännischen Berufen zu betätigen. 
1922 trat Vielstich der NSDAP bei. Im Juni 1930 wurde er zudem Mitglied der SA, in der er im Dezember 1930 zum SA-Sturmführer des hannoverschen SA-Fliegersturmes ernannt wurde. Im Januar 1932 wurde er zum SA-Sturmbannführer, im Juni 1932 zum SA-Standartenführer und im Juli 1932 zum Oberführer der SA-Untergruppe Hannover ernannt. Später wurde er Führer der SA-Brigade 48 Marburg.
1933 wurde Vielstich Mitglied des Preußischen Landtages, dem er bis zur Auflösung dieser Körperschaft im Herbst 1933 angehörte. Anschließend saß er von November 1933 bis zum Frühjahr 1945 als Abgeordneter für den Wahlkreis 19 (Hessen-Nassau) im nationalsozialistischen Reichstag. Vielstich wurde als bisheriger Brigadeführer in der SA-Gruppe Oder am 30. Januar 1942 zum SA-Gruppenführer ernannt und führte die SA-Gruppe in Hessen.
Am 19. Januar 1942 wurde er von Hermann Göring zum Preußischen Provinzialrat ernannt. Er war 1942 zudem Hauptmann der Luftwaffe der Wehrmacht.